# Benacre (Suffolk)
Benacre es una aldea y parroquia civil en el distrito de Suffolk del Este, en el condado inglés de Suffolk. La aldea se ubica a 5,75 millas (9 km) al sur de Lowestoft y a 1,5 millas (2 km) al nordeste de Wrentham, entre la carretera A12 y la costa del Mar del Norte. Entre las aldeas vecinas están Kessingland y Covehithe con el pueblo de Southwold a 5 millas (8 km) al sur.
La aldea está dispersa alrededor de Benacre Hall, la hacienda de la familia Gooch. Tenía una población de aproximadamente 70 habitantes a mediados de 2008. La población disminuyó dramáticamente durante el siglo XX, de 216 en el censo de 1901. El área de la parroquia se extiende desde el río Hundred en el norte hasta Benacre Broad en el sur.
En el Domesday Book el nombre de la aldea aparece como Benagra dentro del hundred de Blythling. Formaba parte de las propiedades de la Abadía de Bury St Edmunds, como había sido antes de la conquista normanda, con un hombre libre registrado viviendo en la casa.
La aldea tiene pocos servicios básicos. La antigua iglesia parroquial de San Miguel Arcángel es ahora propiedad de la familia Gooch. Tiene origen medieval y es un monumento clasificado de Grado II*, aunque fue extensamente reconstruida luego de un incendio en el siglo XVIII. La iglesia de San Andrés en Covehithe ahora sirve de iglesia parroquial para Benacre.
Benacre Broad forma parte de la Reserva Natural Nacional de Benacre, una importante reserva para más de 100 especies de aves, incluyendo el aguilucho lagunero, el carranchito común y el avetoro común. La playa de guijarros también forma un importante hábitat y la zona costera de la parroquia es parte del Sitio de especial interés científico de Pakefield to Easton Barents.